# Benoît Marty
Pour les articles homonymes, voir Marty.
Benoît Marty, né le 19 novembre 1978 à Poitiers, est un basketteur français reconverti entraîneur de basket-ball.
Joueur de l'US Tulle, Marty arrête tôt sa carrière pour se consacrer à l'entraînement. Durant son parcours, il n'entraîne que des équipes féminines.
Depuis 2014, Benoît Marty entraîne le C' Chartres basket féminin en Ligue 2 féminine.

## Biographie
Benoît Marty passe son enfance à Brive-la-Gaillarde (Corrèze). Après le rugby, le tennis et le judo, il se tourne vers le basket à onze ans, à Brive. Il évolue comme meneur. À 19 ans, le Briviste rejoint l'US Tulle, où il évolue douze saisons, en Nationale 3 puis Nationale 2,.
Son DESS en économie du sport en poche, il obtient premièrement un emploi jeune à Malemort, une équipe de rugby, son autre passion. Il déclare en 2016 : « J'y ai appris le fonctionnement d'un club ». Puis une opportunité s'est offerte à lui : intégrer le CA Brive Basket, en tant qu'entraîneur. Benoît Marty est embauché en 2004 et passe les diplômes. Il s'occupe de tous les niveaux, de l'école de basket à la N2F en tant qu'assistant. Après trois années, il arrête de jouer et se consacre à l'entraînement, à l'Union Corrèze Basket féminin cette fois. À 32 ans, il s’occupe des minimes et cadettes nationales qu’il fait monter en première division en 2010-2011. Mais après quatre ans, le Corrézien souhaite voir autre chose. Il se souvient : « J'avais fait le tour de la région. C'est un métier où il faut bouger pour évoluer ».
En 2011, Benoît Marty intègre l'AB Chartres en tant qu'entraîneur de l'équipe réserve en N3F. Il s'occupe dans un premier temps des jeunes. « J'étais responsable du développement et de la formation ». Les deux premières saisons, il est également assistant des coachs successifs de l'équipe première en N1 féminine (Sébastien Corvillo puis Patrick Bondis en 2011-2012 et Alain Boureaud en 2012-2013). Marty développe aussi la section sportive du lycée Marceau de Chartres. En avril 2014, à 35 ans, Benoît Marty est désigné par les dirigeants de l'AB Chartres pour succéder à Alain Boureaud à la tête de l'équipe première, montée en Ligue 2 féminine un an plus tôt. Il signe un contrat d'une saison.
À l'orée de la saison 2014-2015, la seule ambition est à nouveau le maintien. L'ABC finit l'exercice en trombe avec six victoires en sept matchs et obtient la 5e place, donnant accès aux barrages d'accession en Ligue féminine. Dans le match pour accéder au carré final à Limoges, elles ne font jeu égal que la première mi-temps (76-53). Le club fait alors partie du Top 20 français (19e).
La saison 2015-2016 est une déception aux vues de la fin de saison précédente. Les basketteuses chartraines terminent huitièmes sur douze. Marty signe une prolongation de son contrat de trois ans, jusqu'en 2019. Lui et son adjoint, Maxence Barthel, ont la confiance des dirigeants du club et gardent les mêmes prérogatives, dont la liberté dans la construction du collectif chartrain.
La saison 2016-2017 est proche de déboucher sur un exploit. L'AB Chartres termine premier de la saison régulière, avec 22 victoires pour 4 défaites et est resté leader 21 journées sur 26, alors qu'il visait le top 8 en début de saison. Emmenée par Magali Mendy, sacrée meilleure joueuse de LF2 en fin de saison, l'ABC se hisse jusqu'en finale de play-off perdue contre Roche-Vendée. L’ABC fait la course en tête durant une longue partie de la saison grâce à une série de 11 victoires entre le 29 octobre 2016 et le 19 février 2017, mais aussi un parcours presque sans faute à domicile (12 victoires en 13 matches). Au terme du championnat, Benoît Marty est élu meilleur entraîneur de la saison de LF2 par les entraîneurs et capitaines de la division (13 votes sur 23).
En 2017-2018, malgré le départ de Mendy, le club se montre ambitieux et vise les demi-finales de play-off après un recrutement à la hauteur. Pour autant, l'AB Chartres vit une saison très compliquée, où les blessures s'accumulent. À un mois et demi de la fin de la saison régulière, l'équipe est relégable. Elle obtient quatre victoires sur les cinq derniers matches, pour obtenir sa qualification pour les play-offs lors de la dernière journée. Face au premier Landerneau, l'ABC s'incline en quart de finale.
En 2018, Benoît Marty est aussi adjoint au sein de l'équipe de France féminine U16 pour le Championnat d'Europe.

## Statistiques
| Saison    | Championnat | Championnat | Championnat | Championnat | Championnat | Championnat | Championnat         | Coupe de France |
| Saison    | Niveau      | Rang        | PV          | J           | G           | P           | Play-off            | Coupe de France |
| --------- | ----------- | ----------- | ----------- | ----------- | ----------- | ----------- | ------------------- | --------------- |
| 2014-2015 | LF2         | 5e / 14     | 53,7 %      | 26          | 15          | 11          | Quarts de finaliste |                 |
| 2015-2016 | LF2         | 8e / 12     | 45,5 %      | 22          | 10          | 12          | -                   | 16e de finale   |
| 2016-2017 | LF2         | 1re / 14    | 84,6 %      | 26          | 22          | 4           | Finaliste           | 16e de finale   |
| 2017-2018 | LF2         | 8e / 12     | 36,4 %      | 22          | 8           | 14          | Quarts de finaliste |                 |
| Total     | Total       | Total       | 57,3 %      | 96          | 55          | 41          |                     |                 |

## Palmarès
- Ligue Féminine 2
  - Vice-champion : 2017
  - Meilleur entraîneur : 2017
  - Finaliste 2022
  - Champion de France 2023
  - Montee en LFB